# Opel Antara
Opel Antara – samochód osobowy typu SUV klasy średniej produkowany pod niemiecką marką Opel w latach 2006 – 2015.

## Historia i opis modelu

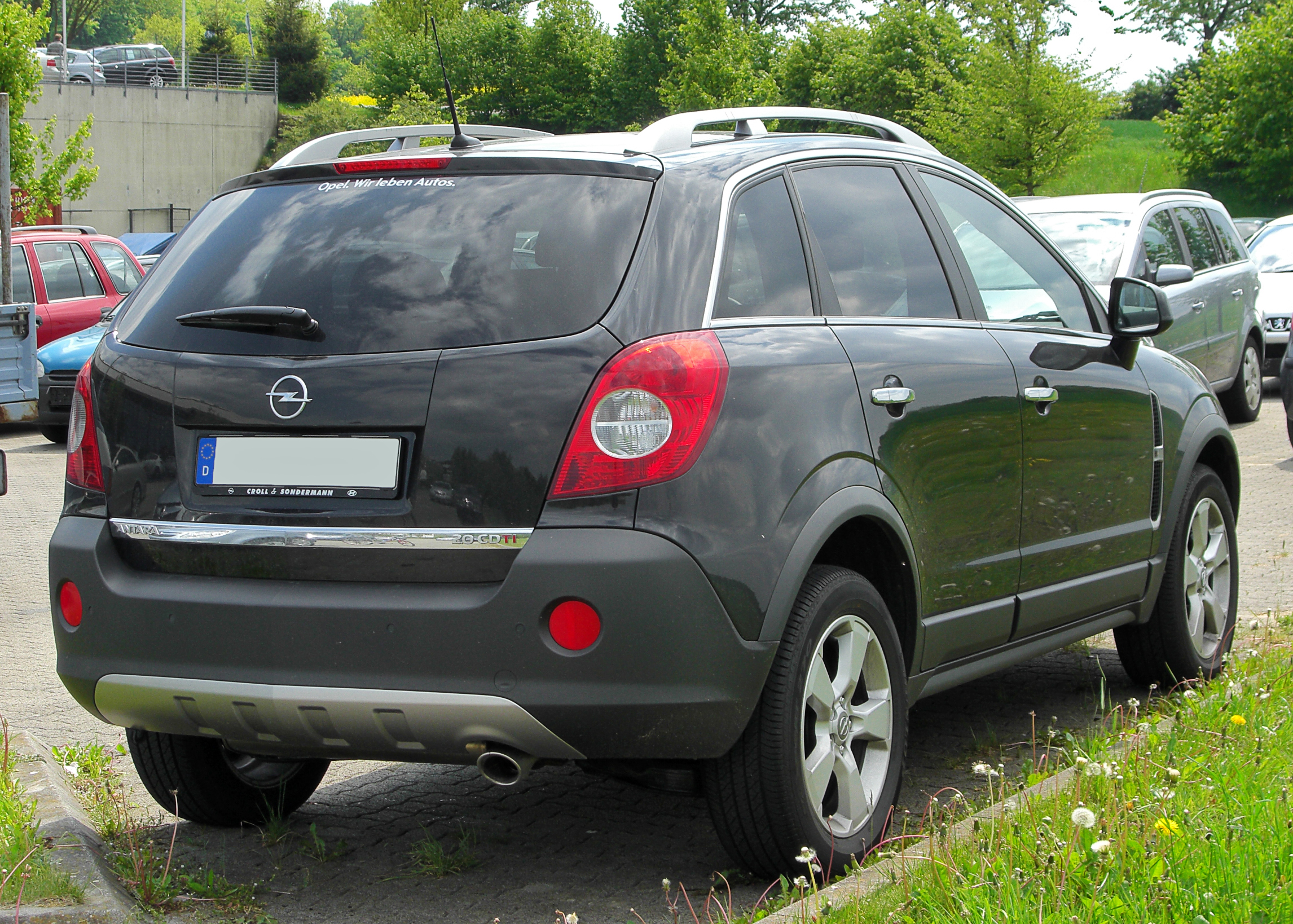
Opel Antara - tył

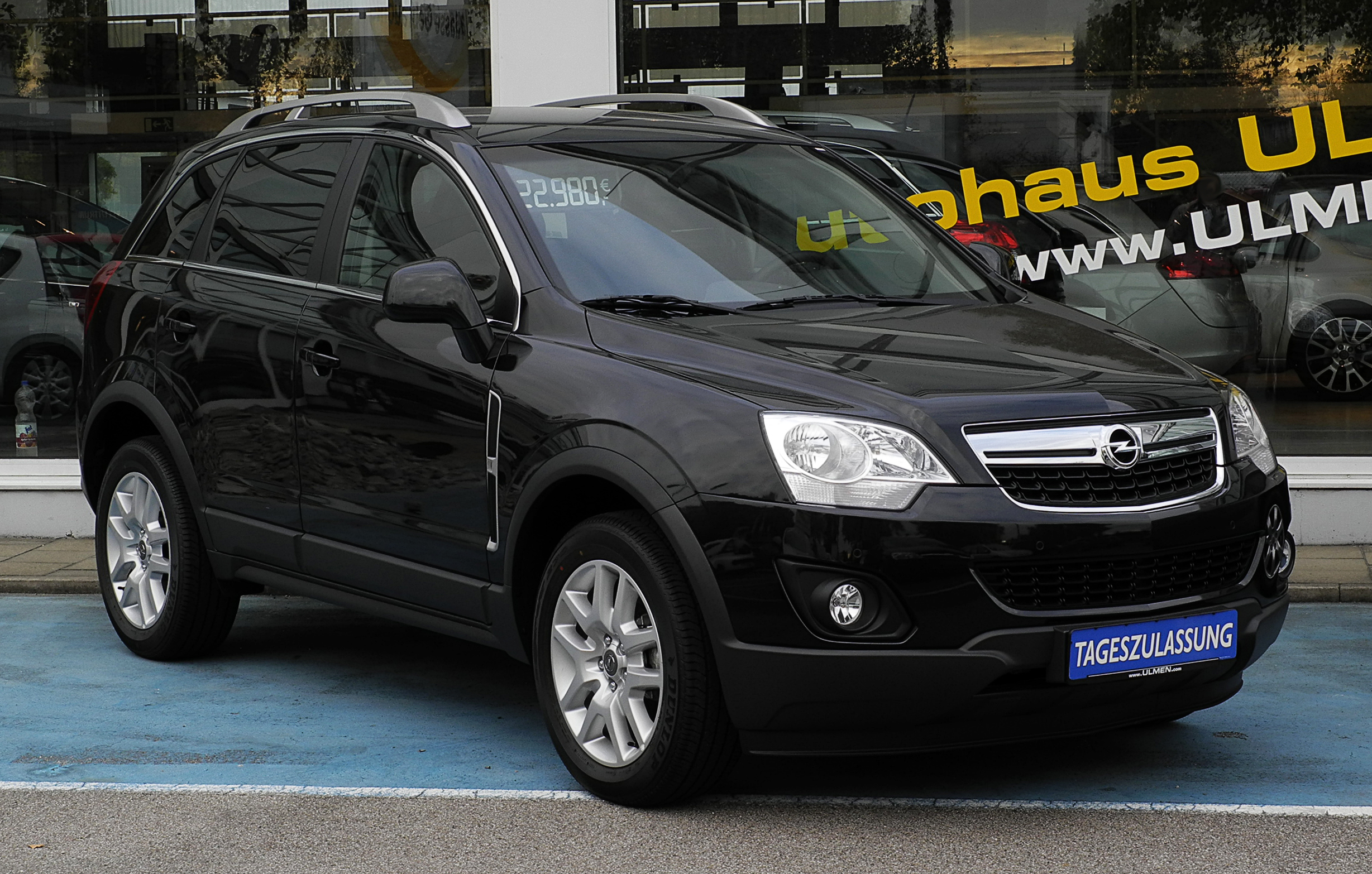
Opel Antara po liftingu

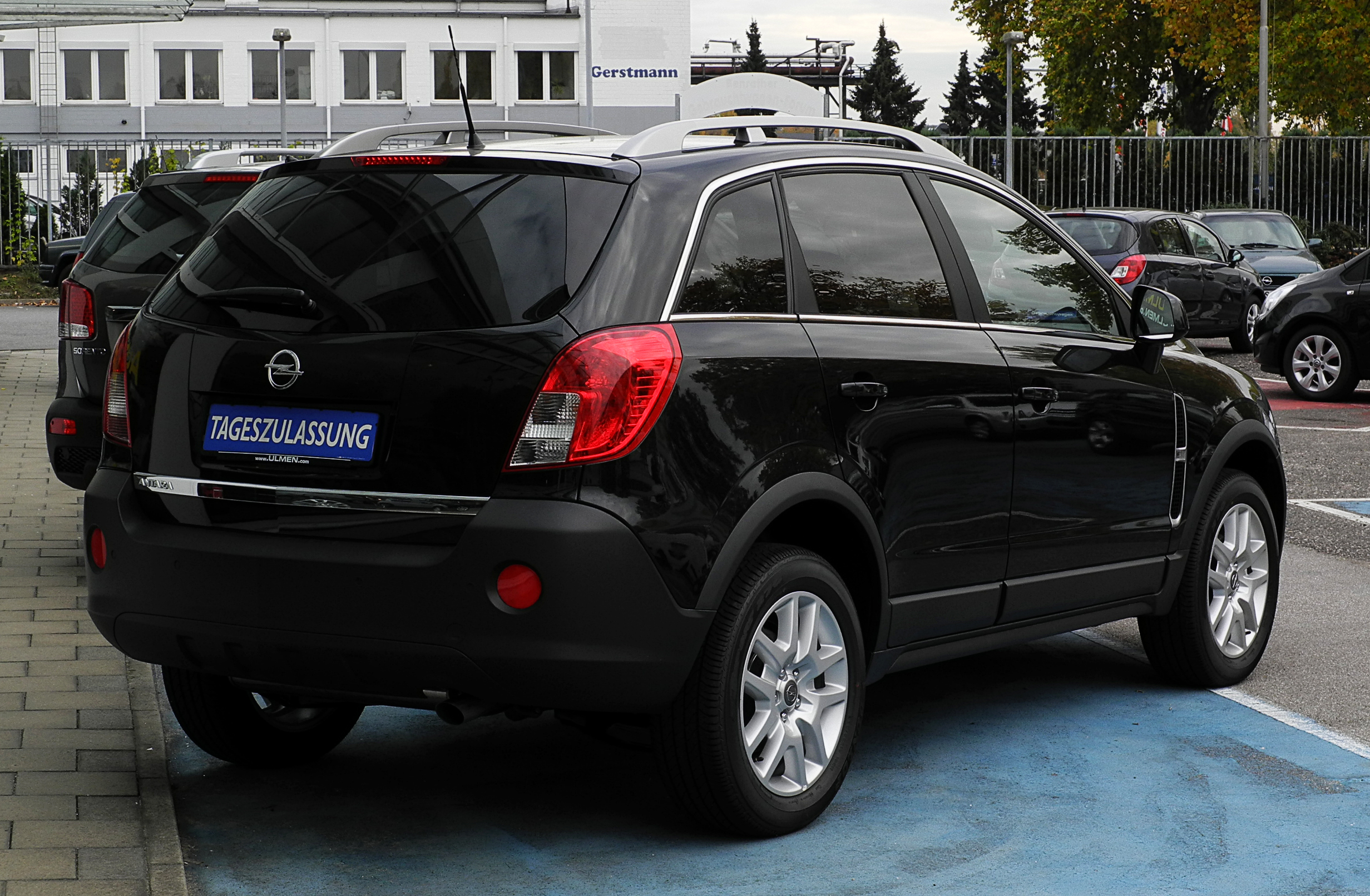
Opel Antara - tył po liftingu

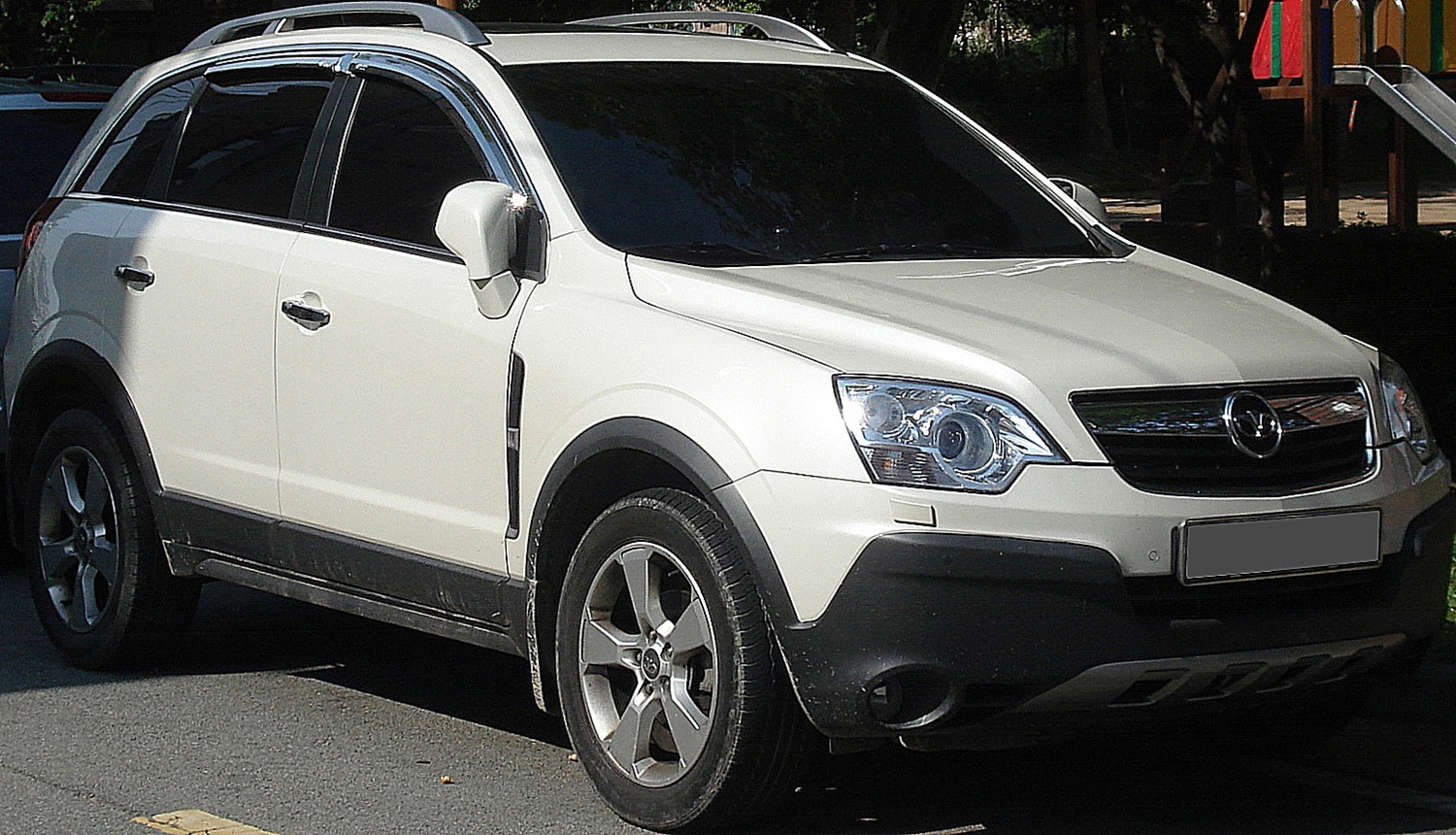
południowokoreańskie Daewoo Winstorm MaXX

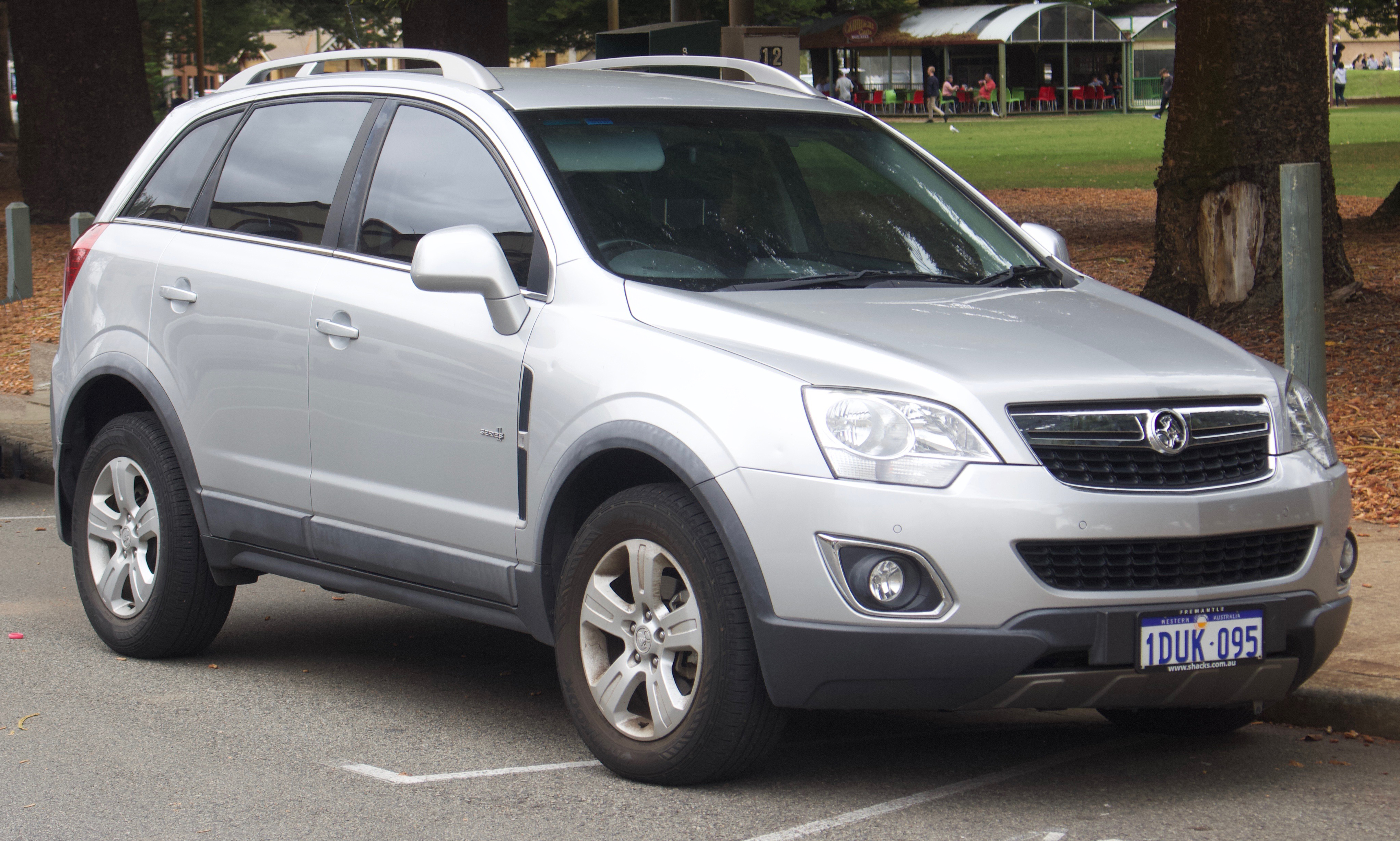
australijski Holden Captiva 5

Pierwszą zapowiedzią nowego SUV-a w gamie Opla był zaprezentowany podczas Frankfurt Motor Show 2005 prototyp Opel Antara GTC. Pół roku później, w maju 2006 zaprezentowana została seryjna wersja pojazdu w postaci nie trzy-, lecz pięciodrzwiowego SUV-a. Samochód charakteryzował się m.in. sześciokątnymi, wciętymi reflektorami, a także licznymi ostrymi kantami i chromowanymi akcentami w detalach nadwozia.
Opel Antara powstał w ramach koncernu General Motors w ścisłej współpracy z wówczas bratnią marką Chevrolet, będąc technicznie bliźniaczą konstrukcją wobec równolegle debiutującego modelu Captiva.
Kabina pasażerska charakteryzowała się m.in. wysoko umieszczonym wyświetlaczem przedstawiającym wskazania komputera pokładowego, a także potrójnymi, okrągłymi nawiewami umieszczonymi w centralnym punkcie deski rozdzielczej.

### Lifting
W 2010 roku Opel Antara przeszedł obszerną restylizację. Pojazd został zaprezentowany podczas targów motoryzacyjnych w Bolonii. Z przodu auto otrzymało bardziej elegancki przedni zderzak i nową atrapę chłodnicy. Z tyłu zamontowano nieco inne światła, które również wydają się nieco bardziej stonowane.
Bazowy 16-zaworowy benzyniak ma teraz nie 140, ale 167 koni mechanicznych. Do oferty dołączy teraz również 2,2-litrowy diesel o mocy 163 lub 184 koni mechanicznych. Auto nadal będzie oferowane z napędem na przód lub na 4 koła w konfiguracji z 6-biegowym manualem lub automatem.

### Koniec produkcji
Samochód wycofano ze sprzedaży w Europie w 2015 roku, aczkolwiek ostatnie egzemplarze w polskich salonach były dostępne aż do wiosny 2016 roku. Do oferowania podobnej koncepcji pojazdu, lecz mniejszego i krótszego o 100 mm Opel powrócił 3 lata później, prezentując w połowie 2017 roku model Grandland X.

### Sprzedaż
Opel Antara był samochodem globalnym, oferowanym pod różnymi markami koncernu General Motors. Z zakładów produkcyjnych GM Korea w Inczonie poza marką Opel, pojazd eksportowano także do Wielkiej Brytanii pod lokalną marką Vauxhall jako Vauxhall Antara oraz na Bliski Wschód pod marką GMC jako GMC Terrain.
Ponadto, pojazd sprzedawano także w Australii i Nowej Zelandii pod marką Holden jako Holden Captiva MaXX w latach 2006–2009 i Holden Captiva 5 w latach 2009–2015. Równocześnie, pojazd sprzedawano także na rynku wewnętrznym pod marką Daewoo jako Daewoo Winstorm MaXX.
W meksykańskich zakładach koncernu pojazd produkowano pod marką Chevrolet jako Chevrolet Captiva Sport, trafiając do sprzedaży na rynku wewnętrznym, a także południowoamerykańskim. Równolegle, z tych samych zakładów pojazd eksportowano także do Stanów Zjednoczonych i Kanady pod marką Saturn jako Saturn Vue.

### Wersje wyposażenia
- Cosmo
- Enjoy

### Silniki[14]
| Silnik                | Pojemność skokowa [cm³] | Typ silnika        | Moc maksymalna [KM] przy obr./min | Maks. moment obrotowy [Nm] przy obr./min | Przyspieszenie 0-100 km/h [s] | Prędkość maks. [km/h] | Lata produkcji     |
| Silniki benzynowe:    | Silniki benzynowe:      | Silniki benzynowe: | Silniki benzynowe:                | Silniki benzynowe:                       | Silniki benzynowe:            | Silniki benzynowe:    | Silniki benzynowe: |
| --------------------- | ----------------------- | ------------------ | --------------------------------- | ---------------------------------------- | ----------------------------- | --------------------- | ------------------ |
| 2.4 EcoTec            | 2405                    | R4                 | 140 KM (103 kW) przy 5200         | 220 Nm przy 2400                         | 11,9                          | 175                   | 2006 – 2010        |
| 2.4 TwinPort EcoTec   | 2384                    | R4                 | 167 KM (123 kW) przy 5600         | 230 Nm przy 4600                         | 10,5                          | 190                   | 2010 – 2015        |
| 3.2 V6 EcoTec         | 3195                    | V6                 | 227 KM (167 kW) przy 6600         | 297 Nm przy 3200                         | 8,8                           | 203                   | 2014 – 2018        |
| Silniki wysokoprężne: |                         |                    |                                   |                                          |                               |                       |                    |
| 2.0 CDTi              | 1991                    | R4                 | 127 KM (93 kW) przy 4000          | 295 Nm przy 2000                         | 12,0                          | 174                   | 2007 – 2010        |
| 2.0 CDTi              | 1991                    | R4                 | 150 KM (110 kW) przy 4000         | 320 Nm przy 2000                         | 10,8                          | 180                   | 2006 – 2010        |
| 2.2 CDTi              | 2231                    | R4                 | 163 KM (120 kW) przy 3800         | 350 Nm przy 1750-2750                    | 9,9                           | 189                   | 2010 – 2015        |
| 2.2 CDTi              | 2231                    | R4                 | 184 KM (135 kW) przy 3800         | 400 Nm przy 1750-2750                    | 9,6                           | 200                   | 2010 – 2015        |